# Primeo Energie
Pour les articles homonymes, voir EBM.

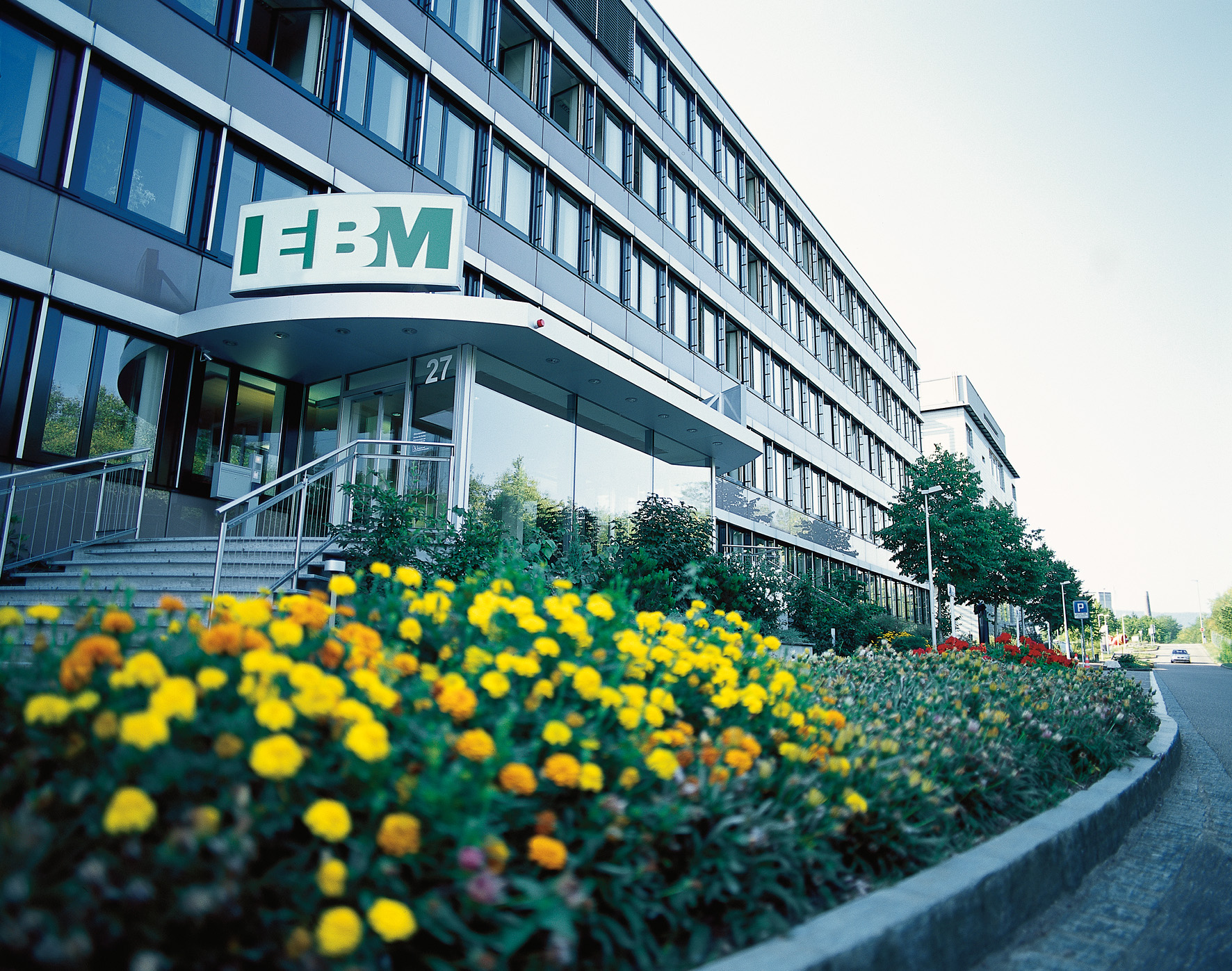
EBM, siège social à Münchenstein.

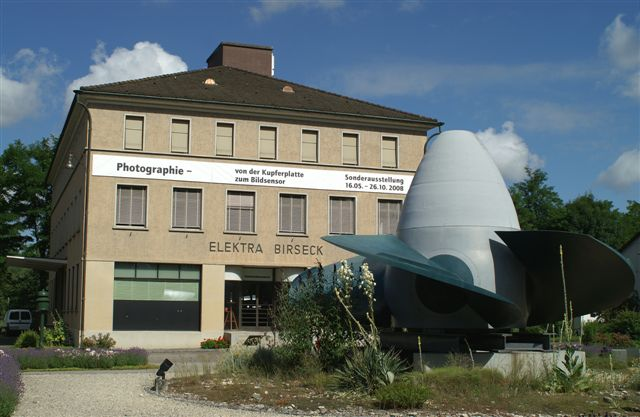
EBM, musée de l'électricité à Münchenstein.

Primeo Energie, anciennement EBM (Société coopérative Elektra Birseck, Münchenstein) jusqu’en 2018, est un fournisseur d'énergie suisse, dont le siège est situé à Münchenstein, fondée en 1897 sous forme de société coopérative de droit privé. La société EBM alimente environ 170 000 personnes en Suisse du Nord-Ouest et en Alsace (distribution d'électricité du sud de l'Alsace et des cantons de Bâle-Campagne et de Soleure). Dans le cadre de la « distribution de chaleur à courte distance », l'entreprise exploite plus de 170 installations en Suisse et dans les régions Alsace et Allemagne du Sud.

## Histoire
Dans l'intention de lancer l'éclairage électrique sur le marché et avec l'idée autrefois innovante d'une société de type coopérative, l'ingénieur Fritz Eckingeret le politicien Stephan Gschwind fondèrent la «Elektra Birseck Münchenstein» en 1897. Le secteur de distribution dans la partie inférieure du canton Bâle-Campagne et la partie de Soleure Birseck-Dorneck fut rapidement étendu. Entre 1906 et 1914, EBM raccorda onze communes ainsi que la ville de St. Louis au réseau de distribution. Depuis 1921, EBM distribue de l'électricité dans 60 communes au total, situées dans les deux cantons de Bâle-Campagne et de Soleure, ainsi que dans l'Alsace française,.
La société met en place des fonds en faveur des énergies renouvelables, ainsi qu'un lieu de conseil en énergie et en environnement à l'attention de ses clients. EBM exploite le concept de « centrale de cogénération et de pompe à chaleur » au début des années 1980, et a construit la première centrale de cogénération en 1982.
Depuis 1992, l'entreprise construit, subventionne et investit dans les installations photovoltaïques. À l'occasion de son 100e anniversaire en 1997, EBM ouvre un « musée de l'électricité » à Münchenstein.
Dès 2009, EBM se lance dans la production d'électricité éolienne et solaire. Pour permettre la réalisation d'installations de grande envergure en Europe du Sud, l'entreprise «aravis» a fondé « AravisEnergy I LP ». Il s'agit du premier « Swiss Limited Partnership » (société en commandite pour les placements de capitaux collectifs), autorisé par la Commission fédérale des banques. Les fonds ont permis de développer des projets représentant un volume de 200 millions de francs suisses. EBM est l'investisseur principal, avec une dotation de 70 millions de francs. Des parcs éolienset des installations photovoltaïquesont été réalisés en Italie et en Espagne, avec une puissance installée d'environ 64 Mégawatt.

## Type de société
EBM est une société coopérative de droit privé. Les coopérateurs sont des personnes physiques et morales, propriétaires de biens immobiliers raccordés aux réseau de distribution d'électricité d'EBM. En 2012, l'entreprise comptait plus de 50 000 membres coopérateurs. 

## Production de chaleur
EBM Wärme AG œuvre à l'échelle de la Suisse depuis plus de 30 ans dans le secteur du contracting de chaleur. Alors qu'au début, l'action consistait avant tout à créer des coopérations de chaleur dans le réseau suisse d'EBM, EBM est aujourd'hui représentée avec des installations dans pratiquement l'ensemble de la Suisse, en Alsace voisine avec « EBM Thermique SAS » et en Bade-Wurtemberg avec « EBM Wärme GmbH ». En 2012, le nombre total d'installations gérées s'élevait à 170.